# Joan Capdevila
Joan Capdevila Méndez (ur. 3 lutego 1978 w Tàrredze) – piłkarz hiszpański, który występował na pozycji lewego obrońcy.
W czasie swojej kariery klubowej zagrał w takich klubach jak: Atlético Madryt, Deportivo La Coruña, Villarreal CF, SL Benfica oraz Lierse SK. Ostatnim klubem w jego karierze był andorski zespół FC Santa Coloma.
W reprezentacji Hiszpanii Capdevila zadebiutował 16 października 2002 w zremisowanym 0:0 towarzyskim meczu z Paragwajem, rozegranym w Logroño. Razem z nią został Mistrzem Europy 2008. Brał też udział w Euro 2004. W 2010 r. w Południowej Afryce zdobył z reprezentacją Hiszpanii mistrzostwo Świata. La Furia Roja pokonała w finale mundialu Holandię 1:0. Mecz rozstrzygnęła dogrywka, a bramkę w 116 minucie zdobył Andrés Iniesta.
W lipcu Capdevili wygasł kontrakt z Villarealem i dnia 21 lipca 2011 roku podpisał dwuletni kontrakt z Benficą Lizbona.
27 lipca 2012 roku Benfika potwierdziła, że Espanyol Barcelona zakontraktował Joana Capdevilę za cenę 350 tys. Euro. Tym samym Capdevila wrócił do swojego pierwszego klubu w karierze.